# 富士郵便局
富士郵便局（ふじゆうびんきょく）は静岡県富士市にある郵便局。民営化前の分類では集配普通郵便局であった。

## 概要
住所：〒416-8799 静岡県富士市本市場150-1

## 沿革
- 1956年（昭和31年）9月21日 - 電話通話および和文電報受付事務の取扱を開始[1]。
- 1974年（昭和49年）4月22日 - 富士市本町から同市本市場に移転。
- 1993年（平成5年）7月1日 - 外国通貨の両替および旅行小切手の売買に関する業務取扱を開始。
- 2007年（平成19年）10月1日 - 民営化に伴い、併設された郵便事業富士支店に一部業務を移管。
- 2012年（平成24年）10月1日 - 日本郵便株式会社発足に伴い、郵便事業富士支店を富士郵便局に統合。

## 取扱内容
- 郵便、印紙、ゆうパック、内容証明
- 貯金、為替、振替、振込、国際送金、外貨両替・トラベラーズチェック、国債、投資信託
- 生命保険、バイク自賠責保険、がん保険、引受条件緩和型医療保険、自動車保険、変額年金保険
- ゆうちょ銀行ATM
- 「416-09xx」区域（富士市の一部）の集配業務
- ゆうゆう窓口

## 周辺
- 富士市立富士第一小学校
- 王子マテリア 富士工場
- 旧東海道
- 富士緑道

## アクセス
- JR東海道本線・身延線 富士駅から北へ約900m（徒歩約11分）
- 富士急静岡バス 富士郵便局停留所下車
- 東名高速道路、西富士道路 富士ICから南西へ約3km
- 駐車場あり：17台